# Хесенек
Хесенек (њем. Hesseneck) општина је у њемачкој савезној држави Хесен. Једно је од 15 општинских средишта округа Оденвалд. Према процјени из 2010. у општини је живјело 658 становника. Посједује регионалну шифру (AGS) 6437008.

## Географски и демографски подаци
Хесенек се налази у савезној држави Хесен у округу Оденвалд. Општина се налази на надморској висини од 420 метара. Површина општине износи 30,0 km². У самом мјесту је, према процјени из 2010. године, живјело 658 становника. Просјечна густина становништва износи 22 становника/km².